# 스카 스메트리
스카 스메트리는 2004년에 결성된 스웨덴 멜로딕 데스 메탈 밴드로, 아베스타 출신이다. 밴드는 7개의 정규 앨범과 7개의 싱글을 발매했다. 그들은 뉴클리어 블래스트 레코드에 소속되어 있다.

## 역사

### 결성 및 Symmetric in Design (2004−2005)

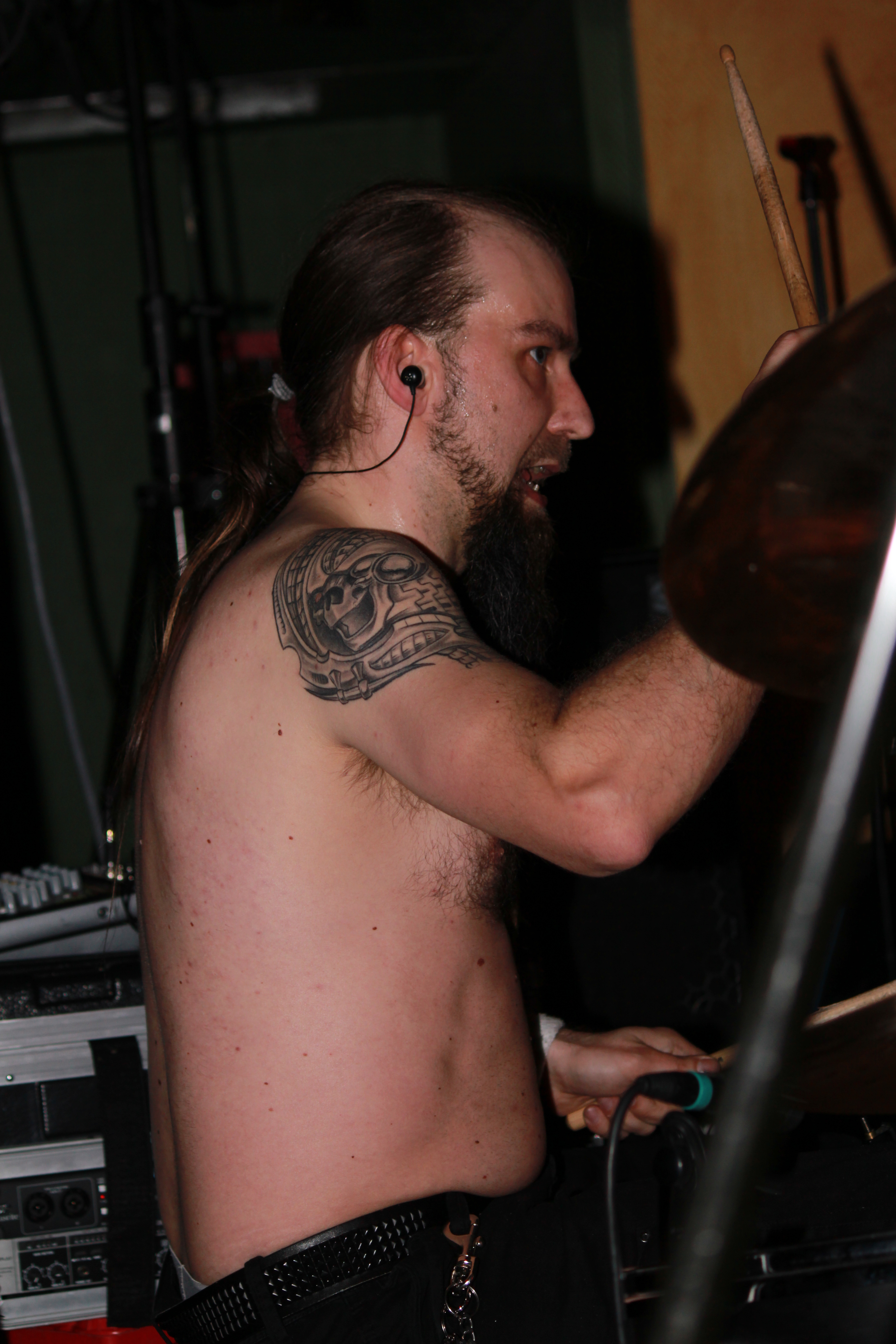
드러머 헨리크 올손은 2024년 탈퇴 전까지 밴드의 주요 작사가였다.

2004년 4월에 결성된 스카 스메트리는 밴드 얼터드 이온의 녹음 세션 도중 요나스 셸그렌의 블랙 라운지 스튜디오에서 기타리스트 요나스 셸그렌, 페르 닐손, 그리고 드러머 헨리크 올손이 함께 모여 결성되었다. 같은 달, 보컬리스트 크리스티안 엘베스탐과 베이시스트 케네스 세일이 밴드에 합류했고, 이후 "Seeds of Rebellion"이라는 곡의 데모를 녹음하여 콜드 레코드(메탈 블레이드 레코드의 자회사)와 녹음 계약을 맺는 데 도움이 되었다.
2004년 7월, 밴드는 데뷔 앨범 Symmetric in Design 녹음을 시작하기 위해 블랙 라운지 스튜디오에 들어갔다. 그 후 유럽에서 페스티벌에 참여했고, 소일워크, 하이포크리시, 그리고 원 맨 아미 앤 더 언데드 콰르텟과 함께 투어를 했다.

### Pitch Black Progress (2006−2007)
2006년 6월, 밴드는 뉴클리어 블래스트 레코드와 새로운 음반 계약을 맺었다. Symmetric in Design 발매 8개월 후, 밴드는 후속작인 Pitch Black Progress 녹음을 시작했다. 밴드는 다시 녹음 후 투어를 했으며, 이번에는 커뮤니케이트와 함께 2006년 유럽 전역에서 Waves of Pitch Black Decay Tour를 진행했고, 다크 트랭퀼리티와 더 헌티드와 함께 북미 투어를 했다. "The Illusionist"라는 곡은 MTV2의 Headbangers Ball에서 방송되기 시작했다. 2007년 9월, 밴드는 헤드라이너 카타토니아, 인솜니움, 스왈로우 더 선과 함께 "Live Consternation Tour"로 또 다른 북미 투어를 시작했다.

### Holographic Universe 및 새로운 보컬리스트 (2008−2009)
밴드의 세 번째 앨범인 Holographic Universe는 2008년 6월 20일에 발매되었다. 발매 후, 앨범에 대한 좋은 평가와 언론의 호평, 그리고 "Morphogenesis" 싱글의 성공에도 불구하고 스카 심메트리는 투어를 시작하지 않았다. 밴드는 2008년 9월 11일, 투어 갈등, 창작 및 개인적인 차이로 인해 보컬리스트 크리스티안 엘베스탐을 해고했다고 발표했다. 10월 6일, 그들은 알베스탐의 대체 멤버를 발표했다. 그들은 로버트 칼손(그로울 및 클린 백킹 보컬)과 라르스 팔름크비스트(클린 보컬 및 백킹 그로울) 두 명의 보컬로 활동을 이어갈 것이라고 발표했고, 12월에 새 앨범 지원 투어를 시작했다.

### Dark Matter Dimensions (2009−2010)
밴드의 네 번째 앨범인 Dark Matter Dimensions는 2009년 10월 2일 유럽에서, 2009년 10월 20일 미국에서 발매되었다. 이 앨범은 새로운 보컬리스트 칼손과 팔름크비스트가 참여한 첫 앨범이다. 이전 보컬의 교체에도 불구하고 이 앨범은 발매 후 전반적으로 긍정적인 평가를 받았다. "Noumenon & Phenomenon", "Ascension Chamber", 그리고 "The Iconoclast"의 뮤직 비디오가 촬영되었다.
2009년 10월 말부터 스카 심메트리는 비히모스, 데빌드라이버, 아르시스와 함께 Neckbreakers Ball Tour에 참여했다. 2010년 2월, 스카 심메트리는 헤드라이너 하이포크리시의 "A Taste of Extreme Divinity" 투어를 지원할 것이라고 발표했다. 2010년 말, 그들은 에피카와 함께 미국과 캐나다를 투어했으며, 11월 16일 웨스트 스프링필드 (버지니아주)에서 시작하여 12월 18일 롤리 (노스캐롤라이나주)에서 마쳤다.

### The Unseen Empire (2011−2013)
스카 심메트리의 다섯 번째 앨범인 The Unseen Empire는 2011년 4월 18일 유럽에서 발매되었다. 드러머 헨리크 올손은 앨범의 제목이 "인류를 조종하여 세계 지배라는 목표를 달성하려는 엘리트의 숨겨진 손을 폭로하려 한다"고 밝혔다. 이 앨범은 첫 주 판매량에서 미국 내에서 밴드의 최고 판매량을 기록했다. 1,500장이 판매되어 빌보드 히트시커 차트에서 11위를 차지했다. 밴드는 비공식적으로 다음 앨범을 작곡하기 시작했다. 2013년 8월, 밴드는 기타리스트 요나스 셸그렌이 스튜디오 작업과 다른 밴드인 라우브티어 및 부르봉 보이스와의 스케줄 문제로 밴드를 떠났다고 발표했다. 셸그렌은 공식적으로 대체되지 않았지만, 라이브 공연에서는 세션 기타리스트들이 그의 자리를 때때로 대신한다.

### The Singularity 3부작 (2014−현재)
2014년 1월 20일, 밴드는 트랜스휴머니즘이라는 주제를 중심으로 한 3부작 앨범을 작업 중이라고 발표했다. 앨범 시리즈의 첫 번째인 The Singularity (Phase I – Neohumanity)의 아트워크는 같은 날 공개되었으며, 새 앨범의 사전 제작 데모 짧은 클립도 함께 공개되었다. 이 앨범은 페르 닐손이 전적으로 프로듀싱, 믹싱, 마스터링을 맡은 첫 스카 심메트리 앨범이다.

#### Phase I − Neohumanity
밴드는 3부작의 첫 번째 부분이 "인간의 사고 수준을 훨씬 뛰어넘는 정신 능력을 가진 아티펙트(인공 지능)의 부상"을 중심으로 할 것이며, "2030년까지 세계 최대 산업 중 하나는 진정으로 지능적이고 유용한 아티펙트를 제어하는 데 사용되는 '인공 두뇌'가 될 것"이라고 설명했다. 또한, 인공 지능의 부상과 트랜스휴머니스트들이 자신의 몸에 아티펙트 기술을 추가하면서 발생하는 사회 문제로 인해 "새로운 기술을 포용하는 사람들과 이에 반대하는 사람들" 사이의 분열에 초점을 맞출 것이라고 밝혔다.

#### Phase II − Xenotaph
2015년 1월 9일, 스카 심메트리는 보컬리스트 로버트 칼손이 곧 아이를 낳을 예정이므로 밴드는 빨라도 2015년 가을까지는 투어를 하지 않을 것이라고 발표했다. 한편, 2015년 내내 페르 닐손과 헨리크 올손은 계획된 앨범 3부작의 Phase II를 작곡할 예정이었다. 그들은 농담으로 앨범 제목을 "Phase II: The Force Awakens"로 정할 것이라고 말했지만, 나중에는 실제 앨범 제목이 "훨씬 더 멋질 것"이라며, 새로운 디즈니 소유의 스타워즈 영화의 이름을 따서 앨범 이름을 짓는 것에 대해 소송 위험을 감수하고 싶지 않다고 밝혔다. 11월 16일, 일주일 후 투어를 마친 후 스튜디오에 들어가 Phase II를 녹음할 것이라고 발표되었다. 12월 7일, Phase II 녹음이 막 시작되었다. 2017년 2월, 스카 심메트리는 페이스북 페이지를 통해 앨범이 2017년에 발매될 것이라고 발표했다. 그러나 현재 Phase II는 발매되지 않았다. 2018년 10월 29일, 밴드는 일곱 번째 앨범의 전체 제목이 The Singularity (Phase II – Xenotaph)라고 발표했다.
2019년 3월 12일, 스카 심메트리는 베이시스트 안드레아스 홀마가 투어 문제로 인해 밴드에서 사임했다고 발표했다.
앨범을 홍보하는 첫 싱글 "Scorched Quadrant"는 2023년 3월 30일에 발매되었으며, 다음 날에는 뮤직 비디오가 공개되었다. 싱글과 함께 밴드는 2023년 6월 9일 앨범 발매를 발표했다.
2024년 3월 28일, 스카 심메트리는 창립 멤버이자 드러머 헨리크 올손과 기타리스트 벤자민 엘리스가 모두 밴드를 탈퇴했다고 발표했다. 동시에 로렌스 디나마르카와 스티븐 플랫이 각각 드럼과 기타를 맡게 될 것이라고 발표했다. 디나마르카는 올손이 "가족 문제"로 투어에 복귀할 수 없게 된 후 2022년부터 밴드의 라이브 드러머로 활동해왔다.

## 밴드 멤버
| - 페르 닐손 – 리드 기타, 키보드, 백킹 및 클린 보컬 (2004–현재) - 로버트 칼손 – 하쉬 보컬 (2008–현재) - 라르스 팔름크비스트 – 클린 보컬 (2008–현재) - 스티븐 플랫 – 리듬 기타 (2024–현재) - 로렌스 디나마르카 – 드럼 (2024–현재) - 헨리크 올손 – 드럼 (2004–2024) - 요나스 셸그렌 – 리듬 기타, 키보드, 백킹 보컬 (2004–2013) - 케네스 세일 – 베이스 (2004–2015) - 크리스티안 알베스탐 – 리드 보컬 (2004–2008) - 벤자민 엘리스 – 리듬 기타, 백킹 및 클린 보컬 (2016–2024) - 안드레아스 홀마 – 베이스, 백킹 및 클린 보컬 (2016–2019) - 안드레아스 실렌 – 베이스 (2015) - 프레드리크 그로트 – 리듬 기타, 베이스 (2012–2014) |

## 디스코그래피

### 데모
- Seeds of Rebellion (2004)

### 정규 앨범
- Symmetric in Design (2005)
- Pitch Black Progress (2006)
- Holographic Universe (2008)
- Dark Matter Dimensions (2009)
- The Unseen Empire (2011)
- The Singularity (Phase I – Neohumanity) (2014)
- The Singularity (Phase II – Xenotaph) (2023)